# Nadym
Nadym (del ruso: Надым) es una ciudad del distrito autónomo de Yamalia-Nenetsia, en Rusia, siendo el centro administrativo del raión de Nadym. Está situada en la orilla izquierda del río Piakupur, en su confluencia con el Nadym (que es navegable a partir de aquí), a 290 km al sureste de Salejard. Está al sudoeste del golfo del Obi. La ciudad de cierta importancia más cercana es Novi Urengói, unos 200 km al este. Su población se elevaba a 48 245 habitantes en 2008.

## Historia
La primera mención de Nadym se encuentra en las crónicas rusas del año 1598. El origen del nombre de la ciudad es desconocido, aunque la teoría más aceptada es que provenga de la palabra en nenezo nyaidem, que tendría la traducción de "lugar con musgo". La localidad figura en los mapas rusos del siglo XVIII, pero fue abandonada en la segunda mitad del siglo XIX.
Entre 1949 y 1953, los prisioneros del gulag construyeron un ferrocarril entre Salejard e Igarka. Los trabajos fueron interrumpidos tras la muerte de Stalin, pero la vía férrea funcionó, entre 1950 y 1990, en un tramo de cerca de 350 km entre Salejard y Nadym.
Nadym fue restablecida en 1968, después del descubrimiento en las cercanías de la localidad del yacimiento de gas de Medvezhe el año anterior. Tiene estatus de ciudad desde el 9 de marzo de 1972.
En la escuela número 2 de Nadym se encuentra el museo dedicado a Tania Savicheva, muerta a la edad de 14 años durante el Sitio de Leningrado, en el que ella escribió su diario.

## Demografía
| 1959 | 1970 | 1979   | 1989   | 1996   | 2002   | 2005   | 2008   |
| ---- | ---- | ------ | ------ | ------ | ------ | ------ | ------ |
| 300  | 900  | 26 100 | 52 586 | 47 800 | 45 943 | 49.000 | 48 245 |

## Economía
La principal empresa de la ciudad es Nadymgazprom, la cual extrae el 40% de la producción total de gas de Rusia. Se encuentran igualmente varias empresas de construcción. La ciudad cuenta con un aeropuerto

## Educación
Nadym es sede de una filial de la Universidad Estatal de Tiumén y cuenta con una filial del Colegio de Psicología y Sociología de Moscú, entre otras instirtuciones educacionales.

## Ciudades hermanadas
- Tromsø, Noruega

## Galería de imágenes

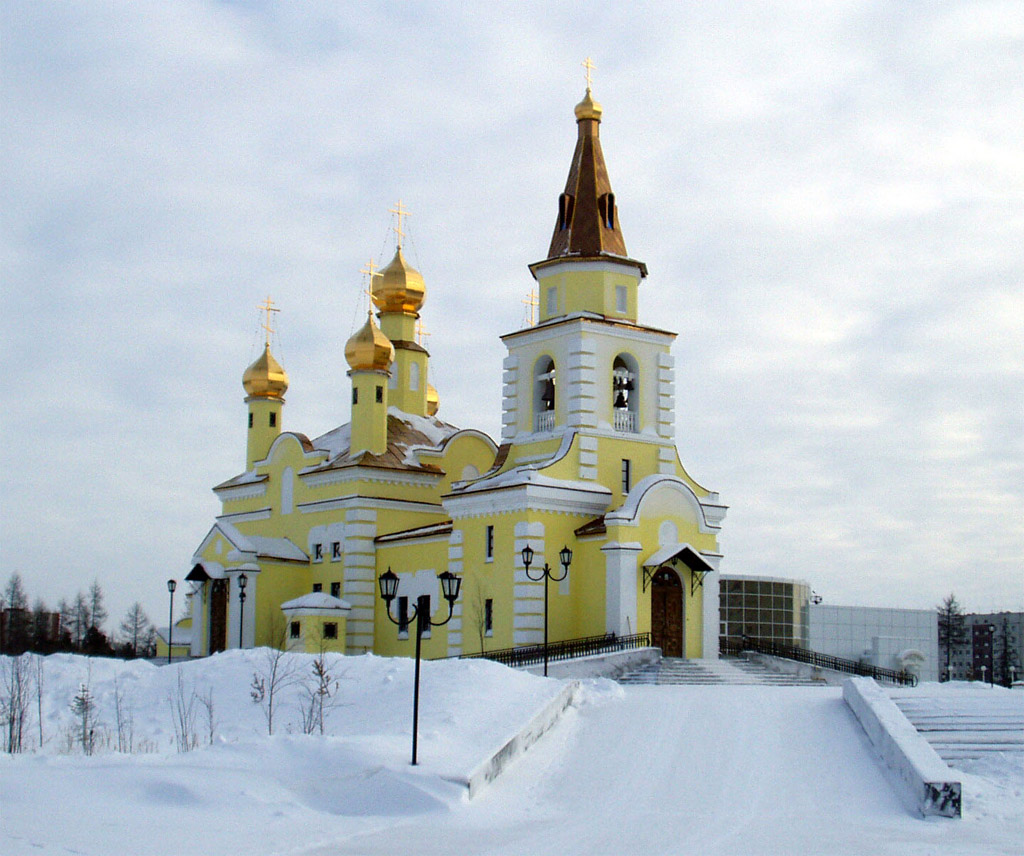
Iglesia de San Nicolás
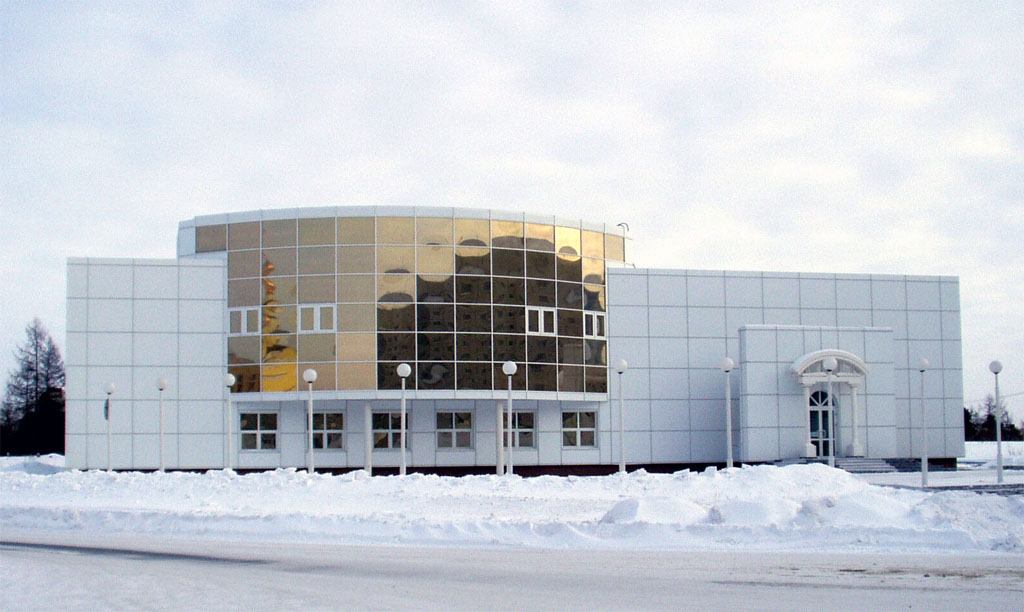
Vistas de Nadym
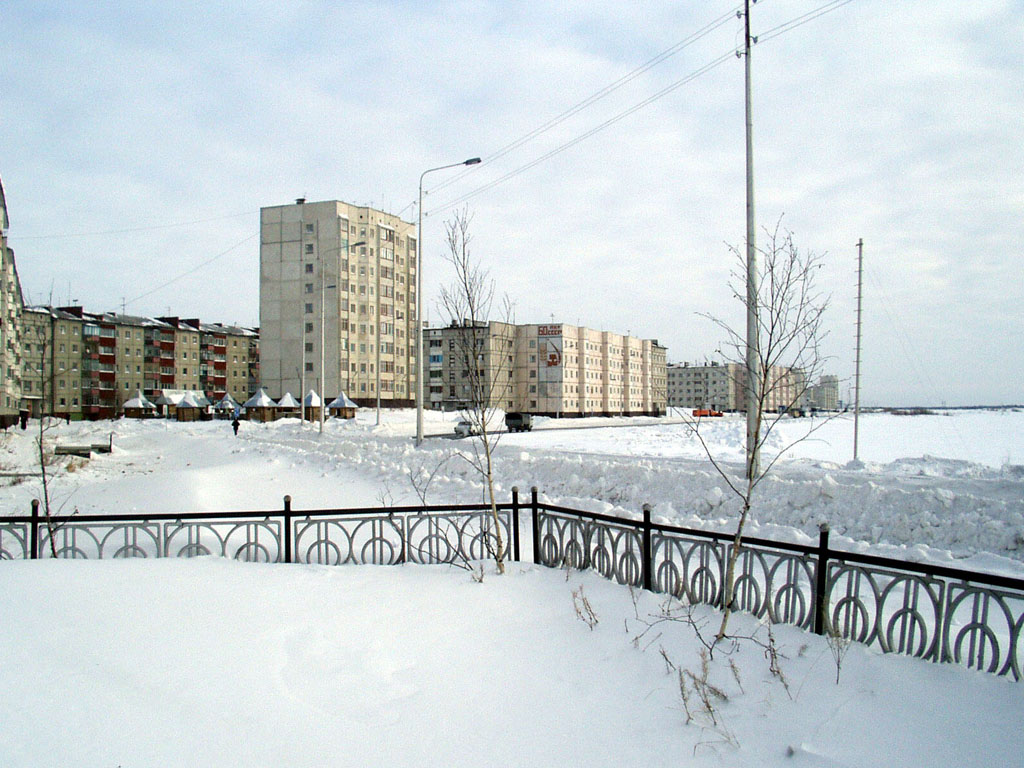
Vistas de Nadym

## Clima
| Parámetros climáticos promedio de Nadym (1991-2020) | Parámetros climáticos promedio de Nadym (1991-2020) | Parámetros climáticos promedio de Nadym (1991-2020) | Parámetros climáticos promedio de Nadym (1991-2020) | Parámetros climáticos promedio de Nadym (1991-2020) | Parámetros climáticos promedio de Nadym (1991-2020) | Parámetros climáticos promedio de Nadym (1991-2020) | Parámetros climáticos promedio de Nadym (1991-2020) | Parámetros climáticos promedio de Nadym (1991-2020) | Parámetros climáticos promedio de Nadym (1991-2020) | Parámetros climáticos promedio de Nadym (1991-2020) | Parámetros climáticos promedio de Nadym (1991-2020) | Parámetros climáticos promedio de Nadym (1991-2020) | Parámetros climáticos promedio de Nadym (1991-2020) |
| Mes                                                 | Ene.                                                | Feb.                                                | Mar.                                                | Abr.                                                | May.                                                | Jun.                                                | Jul.                                                | Ago.                                                | Sep.                                                | Oct.                                                | Nov.                                                | Dic.                                                | Anual                                               |
| --------------------------------------------------- | --------------------------------------------------- | --------------------------------------------------- | --------------------------------------------------- | --------------------------------------------------- | --------------------------------------------------- | --------------------------------------------------- | --------------------------------------------------- | --------------------------------------------------- | --------------------------------------------------- | --------------------------------------------------- | --------------------------------------------------- | --------------------------------------------------- | --------------------------------------------------- |
| Temp. máx. abs. (°C)                                | 1.7                                                 | 1.5                                                 | 10.6                                                | 20.7                                                | 32.3                                                | 34.2                                                | 34.7                                                | 32.7                                                | 25.7                                                | 17.0                                                | 7.0                                                 | 2.0                                                 | 34.7                                                |
| Temp. máx. media (°C)                               | -18.7                                               | -16.9                                               | -7.5                                                | -1.1                                                | 6.2                                                 | 16.9                                                | 21.2                                                | 16.9                                                | 9.6                                                 | -0.1                                                | -11.5                                               | -16.4                                               | -0.1                                                |
| Temp. media (°C)                                    | -22.7                                               | -21.3                                               | -12.8                                               | -6.2                                                | 1.6                                                 | 11.7                                                | 16.0                                                | 12.4                                                | 6.0                                                 | -2.9                                                | -15.3                                               | -20.5                                               | -4.5                                                |
| Temp. mín. media (°C)                               | -27.0                                               | -26.0                                               | -18.2                                               | -11.5                                               | -2.6                                                | 6.9                                                 | 10.9                                                | 8.4                                                 | 2.8                                                 | -5.8                                                | -19.3                                               | -25.0                                               | -8.9                                                |
| Temp. mín. abs. (°C)                                | -57.7                                               | -52.2                                               | -47.2                                               | -39.2                                               | -25.6                                               | -8.1                                                | -1.1                                                | -5.0                                                | -10.4                                               | -41.0                                               | -47.5                                               | -50.4                                               | -57.7                                               |
| Precipitación total (mm)                            | 25                                                  | 21                                                  | 28                                                  | 33                                                  | 38                                                  | 65                                                  | 68                                                  | 73                                                  | 50                                                  | 59                                                  | 39                                                  | 29                                                  | 528                                                 |
| Fuente: Погода и климат                             |                                                     |                                                     |                                                     |                                                     |                                                     |                                                     |                                                     |                                                     |                                                     |                                                     |                                                     |                                                     |                                                     |